# Plongement à noyau moyen
En statistiques et en apprentissage automatique, le plongement à noyau moyen est une manière de représenter une distribution de probabilités par un unique élément dans un espace de Hilbert à noyau reproduisant. 
Cette représentation permet de manipuler et comparer aisément des distributions de probabilités en utilisant des outils propres aux espaces de Hilbert, et notamment de définir la pseudo-métrique moyenne maximale (MMD) entre distributions de probabilités.
Ces concepts ont été introduits au début des années 2000,.

## Définition
Soit {\displaystyle {\mathcal {X}}} un ensemble non nul, {\displaystyle {\mathcal {P}}({\mathcal {X}})} l'ensemble des distributions de probabilités sur {\displaystyle {\mathcal {X}}} et {\displaystyle {\mathcal {H}}} l'espace de Hilbert à noyau reproduisant associé au noyau {\displaystyle \kappa :{\mathcal {X}}\times {\mathcal {X}}\rightarrow \mathbb {R} }, supposé mesurable et borné. 
Le plongement à noyau moyen est la fonction
{\displaystyle \mu :{\mathcal {P}}({\mathcal {X}})\rightarrow {\mathcal {H}},\quad P\mapsto \int _{\mathcal {X}}\kappa (x,\cdot )dP(x)}.
Le noyau {\displaystyle k} est dit caractéristique losque le plongement {\displaystyle \mu } est injectif.

## Distance moyenne maximale à noyau
L'opérateur de plongement à noyau moyen permet de définir une pseudo-distance entre distribution de probabilités:
{\displaystyle \mathrm {MMD} (P,Q)=\lVert \mu (P)-\mu (Q)\rVert }. 
Cette pseudo-distance est une distance si et seulement si le noyau choisi est caractéristique. C'est le cas notamment des noyaux qui vérifient {\displaystyle \iint \kappa (x,y)d\mu (x)d\mu (y)>0} pour toute mesure de Borel non-nulle {\displaystyle \mu }, ou encore des noyaux invariants par translation définis sur {\displaystyle \mathbb {R} ^{d}} et dont le support de la transformée de Fourier est {\displaystyle \mathbb {R} ^{d}} entier.
On parle de distance moyenne maximale (maximum mean discepancy en anglais) car il s'agit d'un cas particulier de distance statistique intégrale:
{\displaystyle \mathrm {MMD} (P,Q)=\sup _{f\in {\mathcal {H}}:\lVert f\rVert \leq 1}\left|\int f(x)dP(x)-\int f(x)dQ(x)\right|}
Cette distance est utilisée pour de nombreuses applications comme la construction de tests d'homogénéité, l'échantillonnage, etc.

## Plongement à noyau moyen conditionnel
Une notion de plongement à noyau moyen existe également pour les probabilités conditionnelles. Le plongement à noyau moyen conditionnel empirique peut par ailleurs s'interpréter comme la solution d'un problème de régression à noyau à valeurs vectorielles. 

## Renvois et références
1. ↑  A. Berlinet, C. Thomas-Agnan, Reproducing Kernel Hilbert Spaces in Probability and Statistics, Springer, 2004 (ISBN 978-1-4419-9096-9)
2. ↑  A. Smola, A. Gretton, L. Song, B. Schölkopf, A Hilbert Space Embedding for Distributions, vol. 4754, Springer Berlin Heidelberg, coll. « Lecture Notes in Computer Science », 2007 (ISBN 978-3-540-75224-0, DOI 10.1007/978-3-540-75225-7_5, lire en ligne), chap. Algorithmic Learning Theory
3. ↑  B. K. Sriperumbudur, A. Gretton, K. Fukumizu, B. Schölkopf, G. R. G. Lanckriet, « Hilbert Space Embeddings and Metrics on Probability Measures », Journal of Machine Learning Research, vol. 11, t. Apr,‎ 2010 (ISSN 1533-7928)
4. ↑  K. Muandet, K. Fukumizu, B. Sriperumbudur, B. Schölkopf, « Kernel Mean Embedding of Distributions: A Review and Beyond », Foundations and Trends® in Machine Learning, Now Publishers, Inc., vol. 10, t. 1‑2,‎ 2017 (DOI 10.1561/2200000060)